# Francesca Gargallo
Francesca Gargallo di Castel Lentini Celentani (Roma, 25 de novembre de 1956 - Ciutat de Mèxic, 3 de març de 2022) va ser una escriptora feminista, activista i editora italiana que va desenvolupar el seu treball a Mèxic i la resta d'Amèrica Llatina des de 1979. Va publicar la seva obra principalment en espanyol.
Com a escriptora literària, va publicar novel·la, poesia, conte, conte infantil i crònica. En el camp de l'assaig i la historiografia va escriure sobre les idees del feminisme llatinoamericà i mexicà, així com sobre estètica, crítica literària i arts visuals. També es va exercir com a editora, periodista i traductora. Com a periodista, va col·laborar en periòdics com Excélsior, L'Universal, La Jornada, Le Monde Diplomatique, en revistes feministes com Fem, La Corretja Feminista, Debat Feminista, La poma de la discòrdia, entre d'altres. També va formar part de consells editorials de les publicacions Cuadernos Americanos, Blanco móvil y Pensares y quehaceres, entre d'altres.

## Biografia
Va passar la seva infància entre Roma i Siracusa, d'on prové la seva família paterna. Encara que va néixer a Roma, va reivindicar la seva pertinença a Sicília, en diverses entrevistes i textos, per la història d'aquesta illa i l'arrelament familiar de llarga nissaga en ella. Va cursar estudis en filosofia en La Sapienza de Roma. Va emigrar a Mèxic en 1979, on va realitzar els postgraus en Estudis Llatinoamericans en la Universitat Nacional Autònoma de Mèxic.
En 1980 va publicar el seu primer llibre de contes en italià, Le tre Elene. A principis d'aquesta dècada, van circular els seus primers articles, entrevistes i reportatges sobre literatura, arts i història, amb temàtiques culturals i feministes en diaris i revistes de la Ciutat de Mèxic. Paral·lelament, va començar a publicar contes en espanyol. I es va unir al grup literari L'Alfil Negre, que va promoure Luis de la Torre i al qual assistien escriptors reconeguts com Eduardo Lizalde o llavors nóveles com Luis Francisco Acosta, Melba Guariglia, Anabel Yebra, Ángel Mario Trías, Leonardo Da Jandra, Ricardo Chávez Castañeda, entre d'altres. Les seves relacions literàries van tocar també a Dolores Castro Varela, Augusto Monterroso, Daniel Sada, Eduardo Mosches, Eve Gil, Natalia Toledo, entre altres plomes.
Des dels anys vuitanta del segle xx  va ser part dels moviments feministes mexicà i llatinoamericà, en els quals va treballar amb col·lectius feministes autònoms, de dones indígenes i populars, de dissidències sexuals i drets humans. En 2002, va ser fundadora de les llicenciatures de Filosofia i Història de les Idees i Literatura i Creació Literària en la Universitat Autònoma de la Ciutat de Mèxic (UACM). En 2009, ella i la doctora i activista Norma Morgrovejo van inaugurar el Seminari de Feminismo Nuestroamericano com a assignatura del Mestratge en Defensa i Promoció dels Drets Humans, Universitat Autònoma de la Ciutat de Mèxic (UACM).

## Pensament narratiu
La narració com a coneixement és el criteri en què es perfila tant la seva literatura com les seves històries de les idees. La seva narració participa de tesi de l'epistemologia contemporània no universalista, però situada, política, despatriarcalitzant i descolonitzadora, a la vista d'experiències de pobles (com el saharahui, el belize i els indígenes de Abya Yala), de moviments com el feminista, de dones, per la pau, d'expressions populars, ecològiques i artístiques que qüestionen i resisteixen la modernitat capitalista.

## Assajos feministes
Entre la seva obra assatgística, els seus principals llibres són: Idees Feministes d'Amèrica Llatina, Feminismes des de Abya Yala. Idees i proposicions de les dones de 607 pobles en nostra. Amèrica), Tan dretes i tan humanes (manual ètic de drets humans de les dones) i el llibre que va coordinar en 2010: Antologia del pensament feminista nuestroamericano, que conté material d'arxiu i impresos dels segles XV al XX.
En el seu llibre Idees feministes d'Amèrica Llatina critica fortament la noció de gènere, com el nucli d'un discurs que pretén homogeneïtzar la diferència. Aquest discurs – sosté Gargallo- és un llast del pensament de la dominació occidental que tens les seves arrels en el cristianisme – platonisme. Així mateix, troba en les institucions públiques una força política capaç de fragmentar i desmobilitzar els esforços diferents organitzacions i postures feministes, a causa de la incorporació d'aquestes idees a un discurs binari, que limita la multiplicitat femenina.
Secunda, per contra, l'expressivitat de la dona en les seves diverses dimensions, ja que cada dona i, per tant, la seva activitat, es determinen per les condicions que circumscriuen la seva vida. D'aquesta forma, s'ataca la taxonomia que “sustenta les lògiques de la dominació”, rebutjant les unitats epistemològiques que pretenen agrupar una multitud de relacions sota un sol principi. Sent conseqüent amb el seu pensament, advoca per la pluralitat i per la conformació d'espais polítics que permetin a la dona organitzar-se des de les seves diferències.
Feminismes des de Abya Yala. Idees i proposicions de les dones de 607 pobles en la nostra Amèrica, dóna compte de la distància que marca amb la filosofia tradicional. Aquest text mostra que la filosofia no necessàriament ha de ser produïda des de les universitats i la reflexió, sinó que pot gestar-se en l'activitat amb diferents realitats, en el diàleg, en la interacció amb comunitats invisibilitzades per la història. Aquesta antropologia filosòfica, li permet a l'autora conformar un text que posa sobre la taula la visió, l'activitat, la manera de ser en el món de diferents dones en diferents comunitats indígenes. És objectiu del text, així mateix, exposar que cada dona, determinada pel seu context, es vincula, reflexiona, treballa sobre el món i per tant, no existeix una gradació que permeti nominar a la dona indígena com a “primitiva” o “incivilitzada”. El “primitiu” i el “incivilitzat” són conceptes que cauen dins de l'ordre del discurs modern, que pretén agrupar tot esdeveniment de la realitat sota una unitat i adreçar-ho a una fi, que està sempre determinat pels interessos de les classes hegemòniques.

## Literatura (selecció)

### Novel·les
- La semilla (Plan campesino de mujeres) (Editorial Heredad, Ciudad de México, 2023 y Ed. Campamocha, Oaxaca, México, 2017, 196 pp.)
- La costra de la tierra (Editorial Heredad, 2023 y Cisnegro, 2017)
- Los extraños de la planta baja (Ediciones Desde Abajo, Bogotá, Colombia, 2015, 172 pp. ISBN 9789585882683)
- Al paso de los días (Editorial Terracota, Ciudad de México, 2013, 174 pp. ISBN 9786077130895)
- Marcha seca (Ediciones Era, México, 1999, 76 pp. ISBN 9684114540)
- La decisión del capitán (Ediciones Era, México, 1997, 181 pp. ISBN 9684114133)
- Los pescadores del Kukulkán (Aldus, México, 1995, 67 pp. ISBN 9686830413)
- Estar en el mundo (1994, Ediciones Era, México, 135 pp. ISBN 9684113579. Traducida al alemán como: Schwestern, en 1996, publicada por Eichborn, Frankfurt, y en 1998 en edición de bolsillo por la editorial Piper, Frankfurt)
- Manantial de dos fuentes (Instituto Michoacano de Cultura, Morelia, México, 1994, 122 pp.)
- Calla mi amor que vivo (Ediciones Era, México, 1990, 147 pp. ISBN 9684113277)
- Días sin Casura (Leega Literaria, México, 1986, 90 pp. ISBN 9684950357. Edición digital de Ars Longa, México, 2011, ISBN digital: 6326)

### Poesia
- Se posso partecipo / Si puedo participo (bilingüe, Gioacchino Onorati editore, Roma, 2020, 157pp.)
- Se prepara a la lluvia la tarde (Ediciones sin Nombre, México 2014. 124 pp. ISBN 9786079413026)
- A manera de retrato una mujer cruza la calle (Universidad Autónoma Metropolitana. México, 1990, 84 pp. ISBN 9688406295)
- Hay un poema en el mundo (Editorial Oasis, Col. Los Libros del Fakir, México, 1986, 29 pp. y en publicación digital: Ediciones Corcon (Corte y confección), México, 2011)
- Itinerare, Lo Faro, Roma, 1980.

### Conte
- En qué momento me volví esa señora iracunda. Y otros relatos (publicación póstuma, Ed. Random House, México, 2023, 160 pp. ISBN 978-6073828482)
- Verano con lluvia (Ediciones Era, México, 2003, 89 pp. ISBN 9789684115552)
- Le tre Elene (en italiano, Edicoop, Roma, 1980)

### Conte infantil
- ¡Guácala! (Editorial Desde Abajo, Bogotá, 2019, 28 pp., ISBN 9789588926957).
- El ruido de la música (Editorial Progreso, ilustraciones: Efrén Santos, México, 2005, 48 pp. ISBN 9789706415905)
- Los amigos de la coyota risueña y loca – Tu’kue bene nha bayix nna bekw’ya nholh xhill’lhall (Editorial Del Rey Momo, FONCA Traducción al zapoteco: Marío Molina Cruz; Ilustraciones: Guillermo Scully; México, 1996, 24 pp.
- Paseando con Cayetano – A Walk with Cayetano (ilustraciones de Georgeanne; traducción al inglés de Clare Joysmith; Editorial Del Rey Momo, FONCA, México, 1993)

## Assaig (selecció)
- Idee femministe latinoamericane (en italiano, Edizioni Arcoiris, Salerno, Italia, traduzione e cura di Giovanna Minardi. 2016, 204 pagine. ISBN 978-88-96583-95-1)
- Feminismos desde Abya Yala. Ideas y proposiciones de las mujeres de 607 pueblos en nuestra América (primera edición por la Editorial Desde Abajo, Colección Pensadoras latinoamericanas, Bogotá, Colombia, 2012, 295 pp. ISBN 9789588454597. Ha publicado otras ediciones en Argentina, Chile, Bolivia y México, con prólogos diferentes que siguen los movimientos de mujeres y feministas. En 2015, la publicó la Universidad Autónoma de la Ciudad de México, ISBN 978-607-7798-91-0)
- Presentación y coordinación de la Antología del pensamiento feminista nuestroamericano (2010), que agrupó textos de los siglos XV al XX, con la colaboración de diversas/os autoras/es que rescataron textos de archivos de sus países o que facilitaron sus textos para conformar esta antología.[22]
- “Intentando acercarme a una razón narrativa”, en revista Intersticios. Filosofía, arte, religión, Universidad Intercontinental, Ciudad de México, Año 8, n. 19, 2003. ISSN: 1.200-16 425.[23]
- Ideas feministas latinoamericanas (primera edición: Universidad Autónoma de la Ciudad de México, 2004, 250 pp. A esta edición han seguido otras aumentadas y revisadas en México y Colombia. En 2014 la Universidad Autónoma de México publicó la 3.ª edición, 288 pp. ISBN 9786077798842)
- Saharauis. La sonrisa del sol (Fundación Editorial el Perro y la Rana, Caracas, Venezuela, 2006, 101 pp.)
- Garífuna, Garínagu, Caribe ( / UNESCO / Gobierno de Quintana Roo, México, 2002, 79 pp., ISBN 9789682323652)
- Tan derechas y tan humanas. Manual ético de los derechos humanos de las mujeres (Derechos humanos Academia Mexicana de Derechos Humanos, México, 2000, 119 pp.)

## Història i crítica d'arts (selecció)
- "La creatividad de las mujeres. Pintura y reconocimiento público", en VV.AA. (2015) Mujeres del Salón de la Plástica Mexicana, tomo 2, CONAULTA, INBA, pp. 21-23. ISBN 9786076052556
- Siete pintores de una generación sin nombre (escrito con la colaboración de Rosario Galo Moya sobre las/os artistas visuales: Carlos Gutiérrez Angulo, José Luis García, Gabriela Arévalo, Rafael Charco, María Romero, Guillermo Scully y Sara María Terrazas. Inédito. La obra recibió el Premio Nacional Bellas Artes Luis Cardoza y Aragón para Crítica de Artes Plásticas en su emisión 2010)
- Entraña de volcán. Pigmento y experimentación en la obra de Carlos Gutiérrez Angulo (fotografía de la obra: Irma Villalobos; Instituto Mexiquense de Cultura, Toluca, México, 2004, 106 pp.)

## Traduccions (selecció)
- Gioacchino Gargallo Di Castell Lentini, Historia de la Historiografia Moderna, 4 volúmenes, trad. del italiano por Francesca Gargallo, Editorial UACM, México, 2009. Tomo I: El segle xviii (ISBN 9789689259206), Tomo II: Hegel historiador (ISBN 9789689259220); Tomo III: La historiografía del Consulado y el Imperio (ISBN 9789689259213); Tomo IV: La historiografía liberal de la conquista franca de las Galias (ISBN 9789689259350).
- Zuffa, Grazia, “Si el sexo se vuelve cabildeo: opciones y significados diversos de la representación”, trad. del italiano por Francesca Gargallo, en Debate feminista, Año 4, vol. 7, marzo de 1993, pp. 96-99. ISSN 0188-9478

## Premis
- En 2012, Menció honorífica del Premi Llibertador al Pensament Crític, Ministeri de Cultura de la República Bolivariana de Veneçuela, pel llibre Feminismes des del Abya Yala.
- En 2011, Medalla Omeccihuatl, Institut de les Dones Ciutat de Mèxic el Govern del Districte Federal.[24]
- En 2010, Premi Belles arts Luis Cardoza i Aragó per a Crítica d'Arts Plàstiques, pel llibre inèdit Set pintors d'una generació sense noms (escrit en col·laboració amb Rosario Galo Moya)
- En 2006, Primera Menció honorífica del Premi Llibertador al Pensament Crític (creat en 2005), Ministeri de Cultura de la República Bolivariana de Francesca Gargallo di Castel Lentini Celentani (Roma, 25 de novembre de 1956 - Ciutat de Mèxic, 3 de març de 2022) va ser una escriptora feminista, activista i editora italiana que va desenvolupar el seu treball a Mèxic i la resta d'Amèrica Llatina des de 1979.[1][2][3][4] Va publicar la seva obra principalment en espanyol.[5]

## Entrevistes i semblances (selecció)
- Gil, Eve, "Elles tenen la paraula: narradores i assagistes mexicanes", La Jornada Setmanal, diumenge 11 de setembre de 2016, pàg. 9-10, consultada el 23-09-2016 en {{format ref}} https://issuu.com/lajornadaonline/docs/semanal11092016
- "Feminismes llatinoamericà i filosofies de l'alliberament. Entrevista d'Alex Ibarra a Francesca Gargallo", Le Monde diplomatique, edició xilena [novembre de 2015], consultada el 23-09-2016, en {{format ref}} https://www.lemondediplomatique.cl/feminismos-latinoamericano-y.html
- Oliver, Mariana, "El feminisme és per a la bona vida. Entrevista amb Francesca Gargallo", Revista Cuadrivio, 29 de desembre de 2013, consultada el 23-09-2016 en {{format ref}} https://web.archive.org/web/20160323173102/http://cuadrivio.net/dossier/el-feminismo-es-para-la-buena-vida-entrevista-con-francesca-gargallo/
- Gil, Eve, "Ulisses feminista", en La trena de Sor Joana IV, novembre de 2008, consultada el 23-09-2016 en {{format ref}} http://trenzamocha.blogspot.mx/2008/11/ulises-feminista_27.html [Semblança literària de Francesca Gargallo]